# Fulvio Macciardi
Fulvio Macciardi (Milano, 16 aprile 1959) è un violinista e direttore teatrale italiano.

## Biografia
È nato a Milano, dove ha frequentato studi umanistici e si è diplomato in Violino alla Civica Scuola di Musica di Milano. Successivamente ha seguito per due anni i Meisterkurse tenuti dal violinista Wolfgang Schneiderhan al Conservatorio di Lucerna.
Ha svolto attività come violinista (dal 1979 fino al 2003), docente di Conservatorio (Alessandria, Reggio Calabria, Scuola Civica di Milano) e interprete in numerose formazioni, cameristiche e orchestrali, quali l’Orchestra Sinfonica della Rai di Milano e l’Orchestra del Teatro Verdi di Trieste.
Dai primi anni 2000 si occupa della gestione artistica di teatri d’opera, inizialmente al Teatro Verdi di Trieste, prima come responsabile dell’organizzazione e gestione delle masse artistiche, poi dal 2006 come Segretario Artistico. Dal 2008 al 2015 ha ricoperto il ruolo di Direttore dell’Area Artistica del Teatro Comunale di Bologna, e dal 2015 al 2017 quello di Direttore Generale, realizzando gli obiettivi del Piano di risanamento e contribuendo all’attuazione del piano industriale. Dal settembre 2013 ricopre anche il ruolo di Direttore Artistico della Scuola dell’Opera del Teatro Comunale di Bologna. Dal 2014 è docente del Master di Imprenditoria dello Spettacolo dell’Università di Bologna – Alma mater Studiorum.
Nel 2017 viene nominato Sovrintendente e Direttore Artistico del Teatro Comunale di Bologna, riconfermato per un secondo mandato nell’aprile 2020 dall’allora Ministro dei Beni e delle Attività Culturali e del Turismo Dario Franceschini. Nello stesso anno è stato, inoltre, nominato Ambasciatore della Cultura della Città di Bologna. Durante il suo mandato di Sovrintendente del Teatro Comunale di Bologna, ha gestito la Fondazione nel complesso periodo della pandemia, trovando risposte quali la delocalizzazione delle attività di spettacolo dello stesso teatro bolognese al PalaDozza. Nel 2022-2023 ha curato, sviluppato e co-progettato tutte le operazioni di trasferimento del Comunale (chiuso per lavori di riqualificazione da novembre 2022), contribuendo alla edificazione e realizzazione di una sede teatrale inedita e atipica, il Comunale Nouveau, dislocata presso la Fiera di Bologna e avviata nel febbraio 2023.
Dall’ottobre 2022 è eletto Presidente di ANFOLS (Associazione Nazionale Fondazioni Lirico-Sinfoniche), dopo averne precedentemente ricoperto la carica di Vicepresidente per tre anni. Ha guidato e attuato, in relazione con tutte le parti interessate (organizzazioni sindacali nazionali; ARAN – Agenzia per la Rappresentazione Negoziale delle pubbliche Amministrazioni; Ministero della Cultura) il rinnovo del Contratto Collettivo Nazionale dei lavoratori delle Fondazioni lirico-sinfoniche, che era bloccato e non più rinnovato da vent’anni.
È membro dell’European Cultural Parliament (ECP, Parlamento della Cultura Europeo) dal 2022, e dal 2023 siede nel Board di Opera Europa.